# SCR 1845-6357

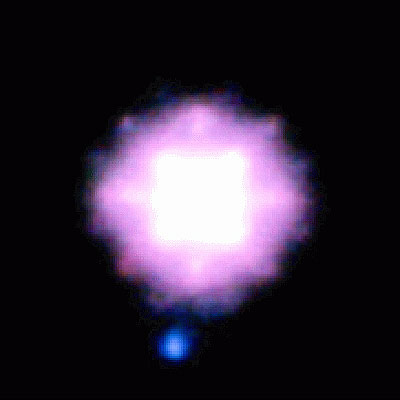

SCR 1845-6357A은 공작자리에 있는 적색 왜성으로, 지구로부터 약 12.5광년 떨어져 있다. 이 항성의 질량은 태양의 7% 정도이다.

## 동반성
이 항성은 갈색왜성으로 추정되는 동반 천체 SCR 1845-6357 B를 거느리고 있다. 동반성은 분광형이 T형이며, 질량은 목성의 최소 9배~최대 65배 정도로 추측된다. 추정되는 표면온도는 약 850K이다.

## 같이 보기
- OTS 44
- Cha 110913-773444
- 질량이 작은 별 목록